# 1705 год в литературе

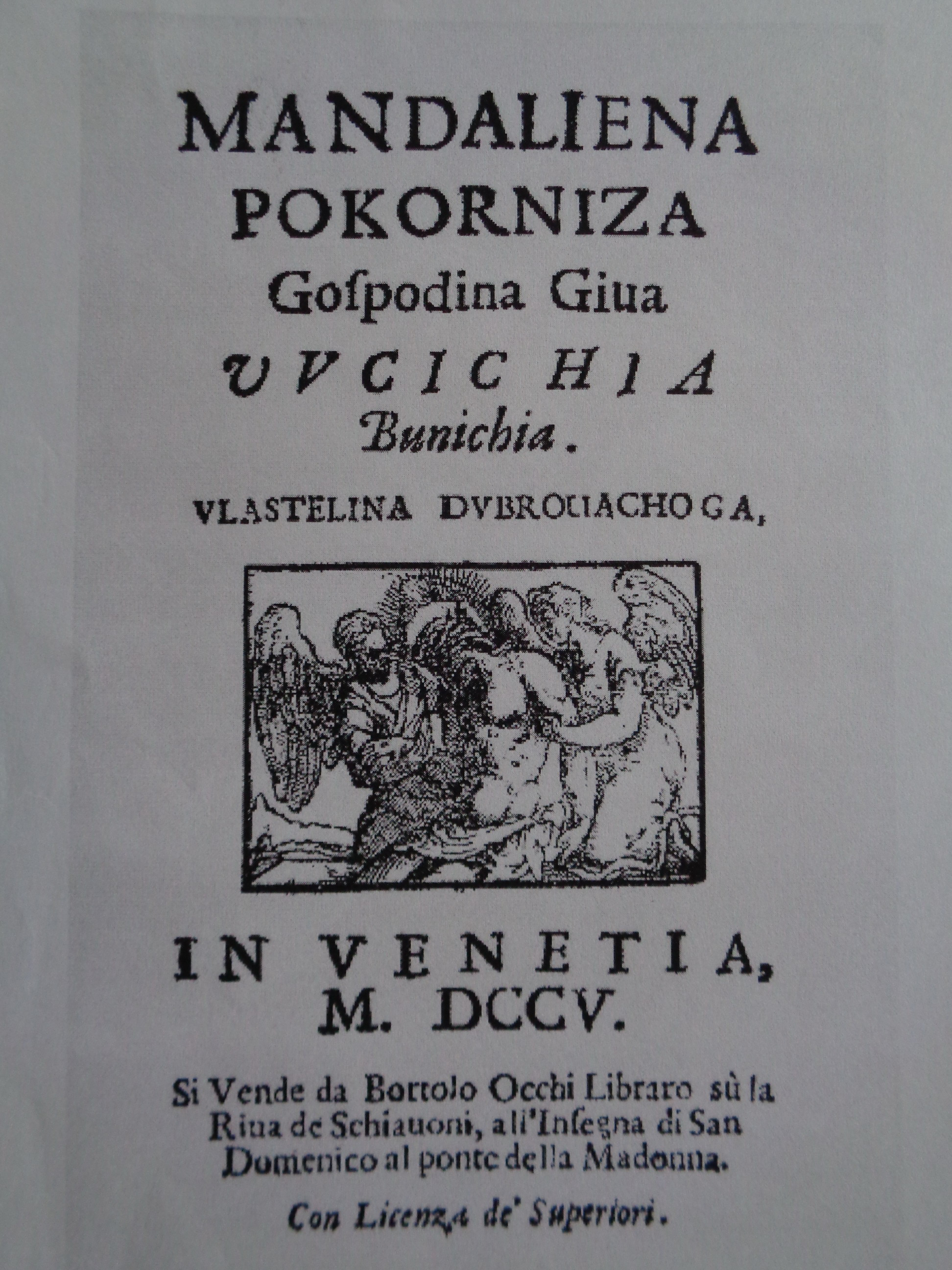
Обложка книги Ивана Бунича Вучича «Тюрьма Мандала», напечатанная в Венеции в 1705 г

## События
- Английский драматург и поэт Джозеф Аддисон занял пост заместителя государственного секретаря и возобновил знакомство со Ричардом Стилом.
- Английский поэт Уильям Сомервиль унаследовал поместье отца, где увлёкся охотой.
- Британский драматург и архитектор Джон Ванбру спраектировал Бленхеймский дворец, памятник Всемирного наследия ЮНЕСКО.
- Японский драматург Тикамацу Мондзаэмон прекратил писать для театра кабуки и отправился в Осаку, где писал пьесы для кукольного театра бунраку «Такэмотодза».
- Стала выходить «Mercurius Hungaricus», первая венгерская газета, издаваемая князем Ф. Ракоци.

## Произведения
- Создана «Юки-онна гомай хагоита», историческая трагедия Тикамацу Мондзаэмон
- Опубликована книга Мэри Эстел «The Christian Religion as Profess’d by a Daughter of the Church»
- Дмитрий Кантемир создаёт первый роман на румынском языке «Иероглифическая история».
- Джордж Чейни опубликовал «Философские принципы естественной религии, содержащие элементы естественной философии и доказательства, вытекающие из них».
- Опубликован труд Сэмюела Кларка «Истина и вера естественной религии откровения» (англ. Verity and certitude of natural and revealed religion).
- Сочинение Дефо «Консолидатор, или воспоминания приходной операции от света Луны».
- Книга Мэтью Прайора «An English Padlock».
- Бернард де Мандевиль опубликовал сатиру «Ропщущий улей, или Мошенники, ставшие честными» (The Grumbling Hive: Or knaves turn’d honest).
- Труд Джона Толанда «Социнианство в подлинном изложении пантеиста» (Socinianism Truly Stated, by a pantheist).
- Пьеса «The Gamester» Сузанны Центливр.
- Комедия Колли Сиббера «Беспечный муж» («The Careless Husband»).
- Трагедия «Идоменей[фр.]» Проспера Кребийона.
- Сборник стихотворений поэтов эпохи Тан «Цюань Танши».

## Родились
- 21 января — Исаак Хокинс Браун, английский поэт (умер в 1760).
- 13 февраля — Франциска Урсула Радзивилл, польская писательница и драматург (умерла в 1753).
- 9 марта — Томмазо Теманца, итальянский прозаик (умер в 1789).
- 27 марта — Матиас Айрес Рамуш да Силва де Эса, бразильский писатель (умер в 1763).
- 8 мая — Антониу Жозе да Силва, бразильский и португальский драматург и прозаик (умер в 1739).
- 17 мая — Амброзий Штуб, датский поэт (умер в 1758).
- 20 июня — Готлоб Фридрих Вильгельм Юнкер, стихотворец, «профессор поэзии» (умер в 1746).
- 3 октября — Жак-Иоахим Тротти Шетарди, французский писатель, опубликовал провокационное «Завещание Петра Великого» (умер в 1759).
- 19 октября — Яков Петрович Шаховской, русский мемуарист (умер в 1777).
- 4 ноября — Луи Элизабет де ла Вернь де Трессан, французский писатель (умер в 1783).
- 18 декабря — Степан Фёдорович Ушаков, русский писатель по экономическим вопросам (умер после 1780).

### Без точной даты
- Давид Гурамишвили, грузинский поэт (умер в 1792).

## Скончались
- 13 января — Мадам д’Онуа, французская писательница (родилась в 1650).
- 22 марта — Кристиан Генрих Постель, немецкий поэт и драматург (родился в 1658).
- 9 мая — Евфимий Чудовский, инок, писатель (родился в 1620).

- 4 августа — Китамура Кигин, японский поэт и писатель периода Эдо (родился в 1625).
- 17 октября — Нинон де Ланкло, французская писательница и хозяйка литературного салона .

### Без точной даты
- Деси Сангье Гьяцо, тибетский литератор (родился в 1653).
- Чжу Да, китайский поэт (родился в 1626).